# Гёль (узор)
Гёль (туркм. Göl) — элемент дизайна (узор_ в виде медальона, типичный для традиционных ковров ручной работы из Центральной и Западной Азии. В тканях туркменских ковров они часто повторяются, образуя узор на основном поле.

## Этимология
Название «гёль» происходит от тюркского слова göl, которое было позаимствовано из персидского языка и обозначает «цветок».

## Описание
По форме гёли представляют собой восьмиугольные и часто несколько угловатые в плане, как правило, восьмиугольном, фигуры, хотя в рамках ковроткачества они могут быть несколько закругленными, а некоторые имеют форму ромба. Обычно они имеют либо двойную симметрию вращения, либо симметрию зеркального отражения.
В Западной Азии гёли изображались в виде слоновьей ноги. В некоторых источниках представляли собой круглый туркменский шатёр, а линии между шатрами изображали оросительные каналы; или же эмблемой была тотемная птица. Ни одно из этих описаний не имеет никакого отношения к ткацкой традиции или культуре.

## Использование
В туркменских тканях, таких как сумки и ковры, гёли часто повторяются, образуя основной узор на основном поле (за исключением каймы).
Различные туркменские племена, такие как теке, салыр, эрсари и йомуд, традиционно ткали различные гёли, некоторые из которых имели древний дизайн. Также созданием занимались и другие народы Западной и Центральной Азии.

## В искусстве
Западные художники, в том числе Ханс Мемлинг, в своих картинах часто изображали восточные ковры из Турции с гёлями. Поскольку в Европы такие ковры считались неизвестными, их часто называли «коврами Мемлинга». На этих коврах часто были изображены звезды или (изогнутые) драконы, подобно тому, что изображали в коврах Коньи XV века. «Ковры Мемлинга» были узнаваемыми за счёт крючковатого мотива. В честь художников Лоренцо Лотто и Ганса Гольбейна, которые аналогичным образом изображали анатолийские ковры, также были названы виды ковров.

## Галерея

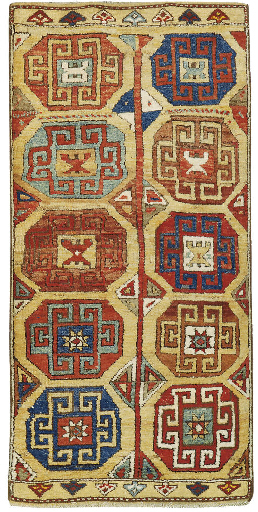
Ковёр из Коньи, XVIII век
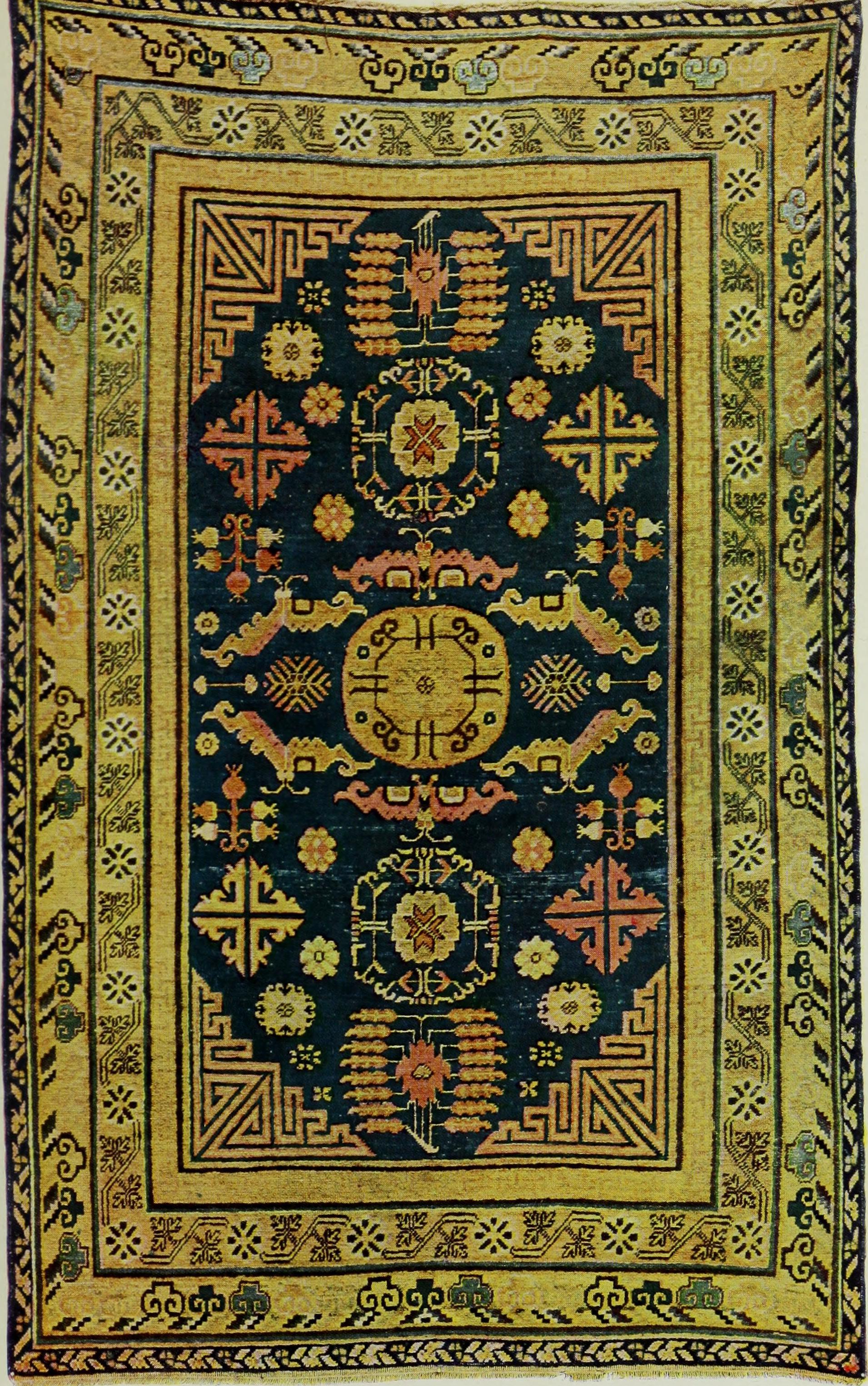
Туркменский ковёр
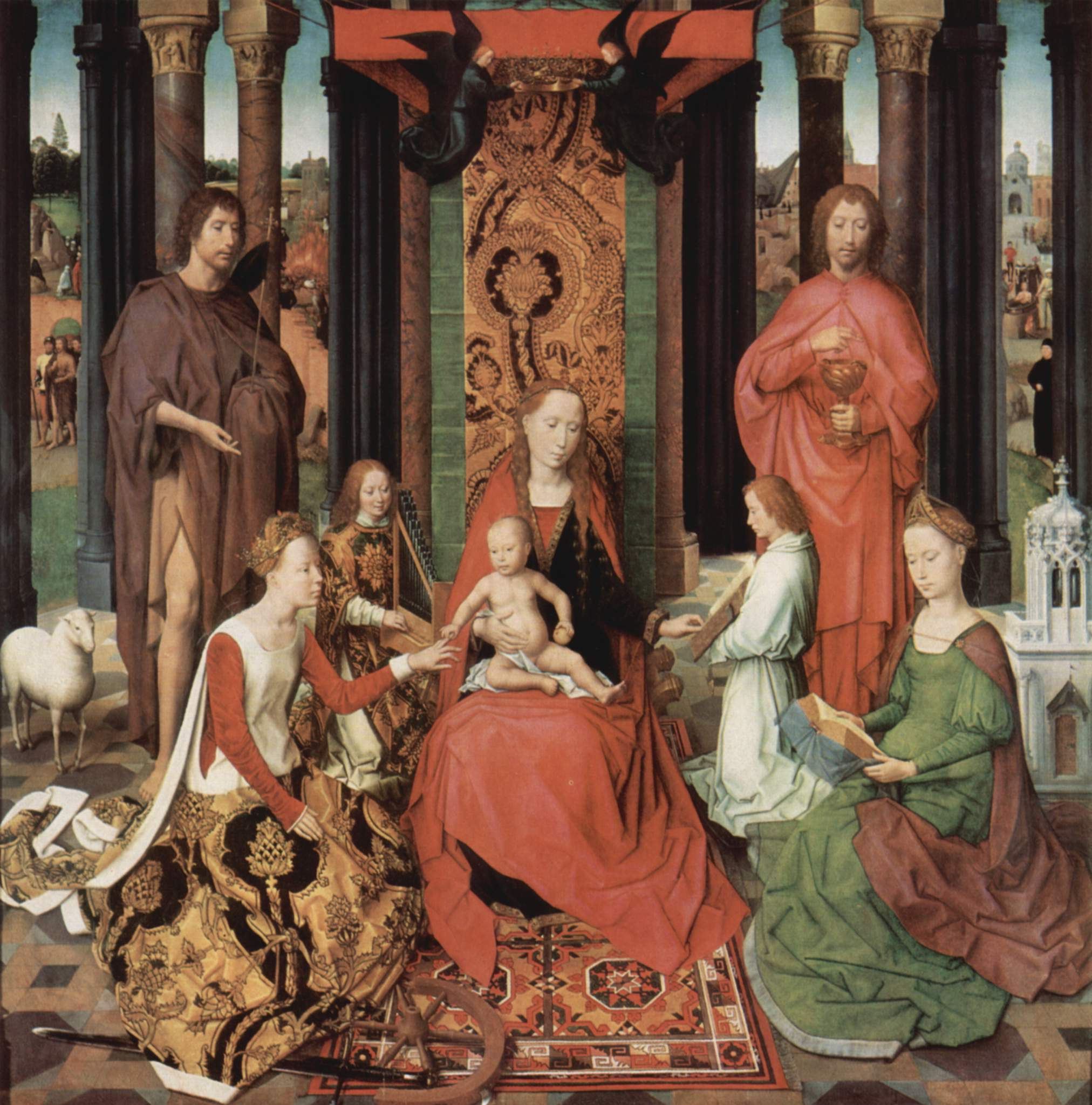
Триптих за авторством Ханса Мемлинга, 1479 год